# Rovdrift (film)
|  | Denne artikel er oprettet af botten PalnaBot ud fra en ekstern database. Den kan derfor have sproglige fejl eller mangler. Denne skabelon kan fjernes efter kontrol af indholdet. |

Rovdrift er en film instrueret af Emil Ishii efter manuskript af Emil Ishii.

## Handling
Laura er bartender i København, og en aften tager hun en taxa hjem efter arbejde. Det viser sig at være en fatal beslutning, for lige netop denne chauffør har helt andre hensigter end at efterkomme Lauras ønske.